# オサシダ
オサシダ（筬羊歯、学名：Blechnum amabile Makino）は、シシガシラ科のシダの一つ。シシガシラに似た葉を持つが、普通は葉を密生しない。

## 特徴
常緑性の多年生草本。根茎は匍匐して、葉をまばらに着けるが、根茎の長さが詰まって葉を束のように出す例もある。根茎の鱗片は褐色で膜質、卵状披針形から広披針形で長さ]2-7mm、縁は鋸歯がない。
葉には二形があり、いずれも単羽状複葉。栄養葉では葉柄部は短くて長さ2-10cm、ほとんど基部までごく小さくなった羽片が並ぶ。葉身の部分は披針形で先端部のみが尾状に伸び、長さ20cm、幅5cmほど。胞子葉では葉柄はより長くて3-12cmで淡い褐色だが紅紫色を帯びる。葉身は栄養葉より細長く狭披針形で長さはやはり20cm程度だが幅は3cmほど。羽片の中肋は表で溝とならず、裏でも隆起せず、両面共に目立たない。

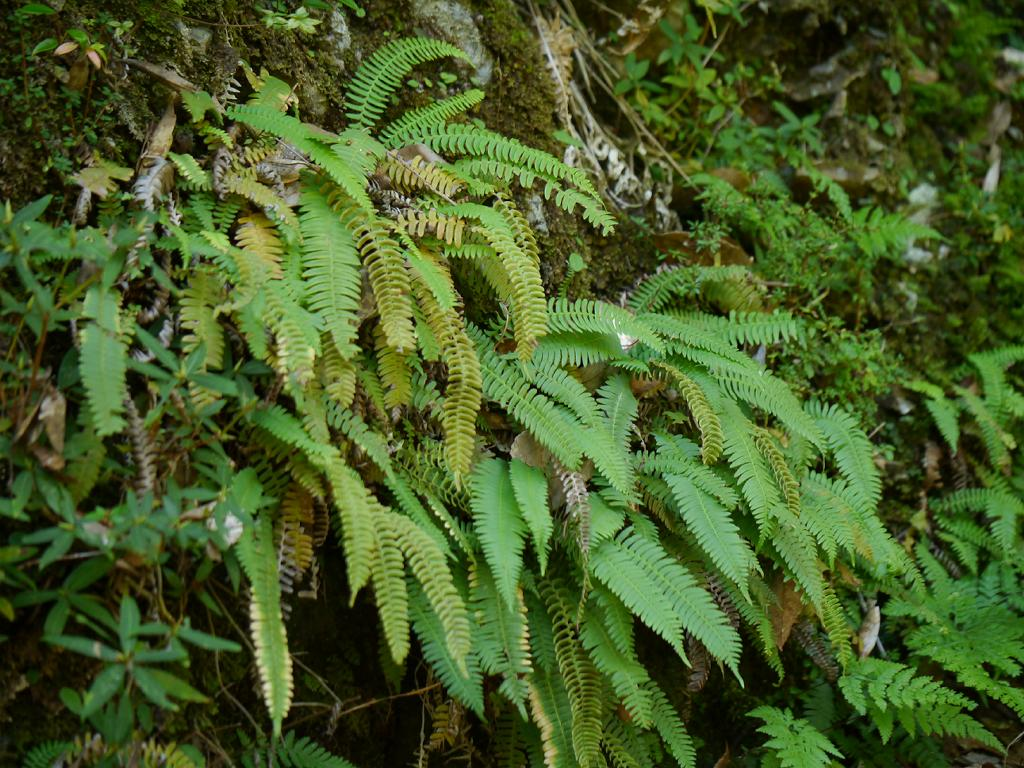
岩に生えた群落
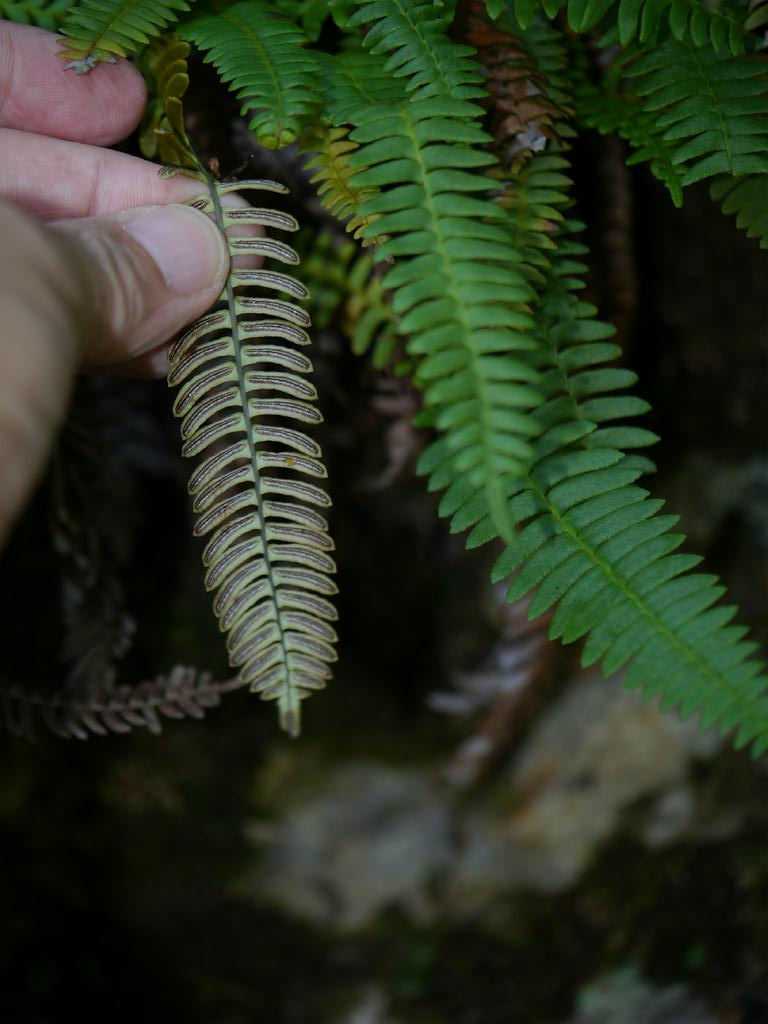
胞子葉の裏面を示す
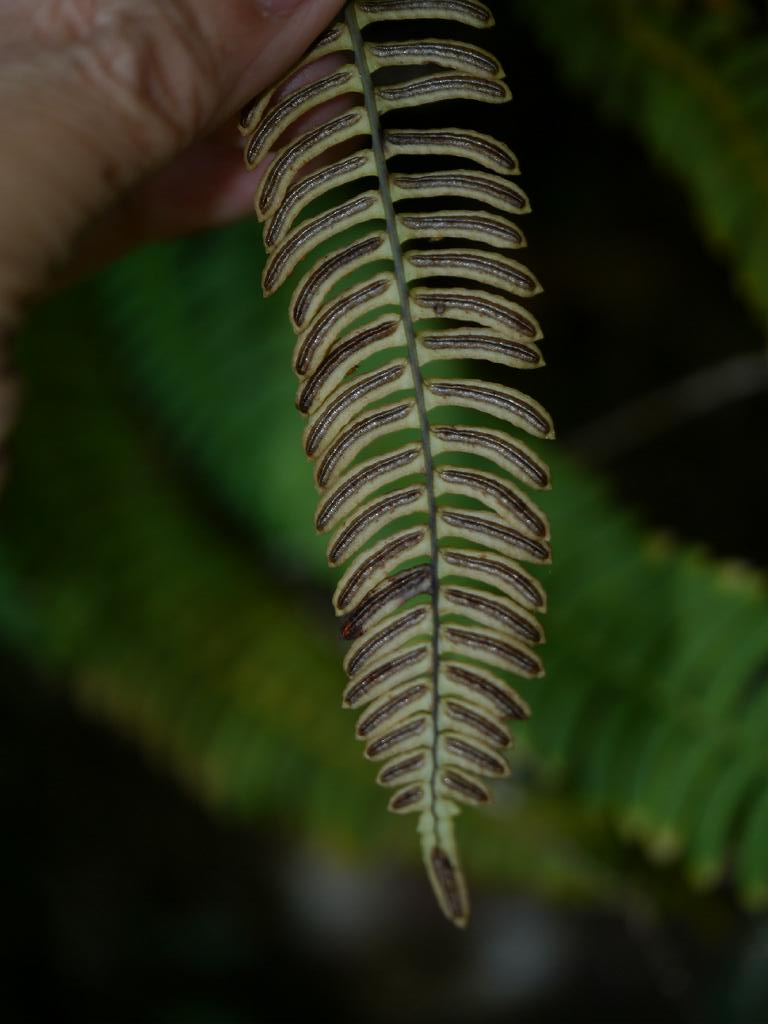
胞子嚢群の様子

### 名前について
和名の由来は機織機のおさに似るためであるが、牧野は「葉全体の輪郭がおさに似るためで、櫛の歯状の切れ込みを指してのものでなく、その点オサバグサと同じ」と書きながら、オサバグサの記事には「葉が櫛の歯のようで機織りのおさに似ていることから来ている」と書いてあり、混乱している。

## 分布
日本の固有種で、本州（主に青森県津軽以南）、四国、九州から知られる。

## 生育環境
山地の森林内で、岩の上に生じる。時に群落を形成する。

## 分類
ヒリュウシダ属には日本に5種ほどがありその中ではシシガシラが比較的よく似ている。この種では根茎がごく短くてやや立ち、多数の葉を束のように出し、ロゼット状になるのでその生え方は随分異なる。個々の葉ではシシガシラの羽片で中肋が表で溝となり、裏に隆起して目立ち、それが区別点に挙げられる。また、シシガシラは里山にまで広く見られる普通種であるが、オサシダはより山中でしか見られない。

## 保護の状況
環境省のレッドリストには取り上げられていないが、各地で絶滅危惧種としてあげられている。特に東京、高知、福岡では絶滅危惧I類に指定されている。